# Persone di cognome Bradley
| Questa pagina contiene informazioni ricavate automaticamente dalle voci biografiche con l'ausilio del template Bio e di un bot. L'aggiornamento è periodico e automatico e ricostruisce completamente la pagina. Se manca una persona in questa lista, sei pregato di non aggiungerla, ma accertati piuttosto che la sua voce biografica contenga il template Bio e che i dati anagrafici siano correttamente compilati. Se il template Bio manca, inseriscilo tu stesso o, in alternativa, metti l'avviso {{tmp\|Bio}} che ne segnala la mancanza. Se i dati riportati sono sbagliati, correggi direttamente la voce biografica; le modifiche saranno visibili in questa lista entro pochi giorni. Per chiarimenti vedi il progetto antroponimi. La lista contiene solo le 60 persone che sono citate nell'enciclopedia e per le quali è stato implementato correttamente il template Bio. Pagina aggiornata al 21 gen 2025. |

Questa è una lista di persone presenti nell'enciclopedia che hanno il cognome Bradley, suddivise per attività principale.

## Allenatori di calcio(4)
- Bob Bradley, allenatore di calcio statunitense (Montclair, n. 1958)
- Gordon Bradley, allenatore di calcio e calciatore inglese (Easington, n. 1933 - Manassas, † 2008)
- Michael Bradley, allenatore di calcio e ex calciatore statunitense (Princeton, n. 1987)
- Stephen Bradley, allenatore di calcio e ex calciatore irlandese (Dublino, n. 1984)

## Allenatori di football americano(1)
- Gus Bradley, allenatore di football americano statunitense (Zumbrota, n. 1966)

## Astronomi(1)
- James Bradley, astronomo inglese (Sherborne, n. 1693 - Chalford, † 1762)

## Attori(5)
- Brian Bradley, attore, scrittore e produttore cinematografico statunitense (Des Moines, n. 1971)
- David Bradley, attore britannico (York, n. 1942)
- David Bradley, attore britannico (Barnsley, n. 1953)
- Doug Bradley, attore britannico (Liverpool, n. 1954)
- Justin Bradley, attore canadese (Montréal, n. 1985)

## Attrici(3)
- Grace Bradley, attrice statunitense (New York City, n. 1913 - Dana Point, † 2010)
- Marla Gibbs, attrice e cantante statunitense (Chicago, n. 1931)
- Ruth Bradley, attrice irlandese (Dublino, n. 1987)

## Calciatori(6)
- Brendan Bradley, ex calciatore nordirlandese (Derry, n. 1950)
- Conor Bradley, calciatore nordirlandese (Castlederg, n. 2003)
- Darren Bradley, ex calciatore inglese (Kings Norton, n. 1965)
- Sonny Bradley, calciatore inglese (Kingston upon Hull, n. 1991)
- Steven Bradley, calciatore scozzese (Glasgow, n. 2002)
- Warren Bradley, calciatore inglese (Hyde, n. 1933 - Manchester, † 2007)

## Cestisti(13)
- Bill Bradley, cestista statunitense (n. 1941 - † 2002)
- Charles Bradley, ex cestista e allenatore di pallacanestro statunitense (Havre de Grace, n. 1959)
- Charles Bradley, ex cestista statunitense (Tampa, n. 1963)
- Jim Bradley, cestista statunitense (East Chicago, n. 1952 - Portland, † 1982)
- Joe Bradley, cestista statunitense (Washington, n. 1928 - † 1987)
- Alonzo Bradley, ex cestista statunitense (Utica, n. 1953)
- Bill Bradley, ex cestista e politico statunitense (Crystal City, n. 1943)
- Dudley Bradley, ex cestista e allenatore di pallacanestro statunitense (Baltimora, n. 1957)
- James Bradley, cestista statunitense (Memphis, n. 1955 - Memphis, † 2023)
- Jarekious Bradley, ex cestista statunitense (Memphis, n. 1990)
- Michael Bradley, ex cestista e allenatore di pallacanestro statunitense (Worcester, n. 1979)
- Ramel Bradley, ex cestista statunitense (New York, n. 1985)
- Shawn Bradley, ex cestista statunitense (Landstuhl, n. 1972)

## Climatologi(1)
- Raymond S. Bradley, climatologo britannico (n. 1948)

## Compositori(1)
- Scott Bradley, compositore, pianista e direttore d'orchestra statunitense (Russellville, n. 1891 - Chatsworth, † 1977)

## Filologi(1)
- Henry Bradley, filologo britannico (Manchester, n. 1845 - Oxford, † 1923)

## Filosofi(2)
- Francis Herbert Bradley, filosofo inglese (Clapham, n. 1846 - Oxford, † 1924)
- Richard Bradley, filosofo sudafricano (n. 1964)

## Generali(1)
- Omar Bradley, generale statunitense (Clark, n. 1893 - New York, † 1981)

## Giocatori di football americano(4)
- Carter Bradley, giocatore di football americano statunitense (Jacksonville, n. 2000)
- Joseph Bradley, giocatore di football americano statunitense (Issaquah)
- Luther Bradley, ex giocatore di football americano statunitense (Florence, n. 1955)
- Steve Bradley, ex giocatore di football americano statunitense (n. 1963)

## Giornalisti(1)
- Ed Bradley, giornalista statunitense (Filadelfia, n. 1941 - New York, † 2006)

## Imprenditori(1)
- Milton Bradley, imprenditore statunitense (Vienna, n. 1836 - Springfield, † 1911)

## Ingegneri(1)
- David Bradley, ingegnere e informatico statunitense (Seattle, n. 1949)

## Multiplisti(1)
- Everett Bradley, multiplista statunitense (Cedar Rapids, n. 1897 - Wichita, † 1969)

## Musiciste(1)
- Kellee Bradley, musicista e attrice statunitense (Pensacola)

## Naturalisti(1)
- Richard Bradley, naturalista e botanico inglese (Regno Unito, n. 1688 - Cambridge, † 1732)

## Pallanuotisti(1)
- Bruce Bradley, ex pallanuotista statunitense (Los Angeles, n. 1947)

## Pittori(1)
- William Bradley, pittore e incisore statunitense (Boston, n. 1868 - La Mesa, † 1962)

## Politici(1)
- Dominic Bradley, politico britannico (Bessbrook, n. 1960)

## Produttori discografici(1)
- Owen Bradley, produttore discografico statunitense (Westmoreland, n. 1915 - Nashville, † 1998)

## Psicologhe(1)
- Loretta Bradley, psicologa statunitense (n. 1943)

## Rugbisti a 15(1)
- Michael Bradley, ex rugbista a 15 e allenatore di rugby a 15 irlandese (Cork, n. 1962)

## Scrittori(1)
- Alan Bradley, scrittore canadese (Toronto, n. 1938)

## Storici(1)
- Dermot Bradley, storico irlandese (Dublino, n. 1944 - Nordwalde, † 2009)

## Stuntman(1)
- Dan Bradley, stuntman e regista statunitense

## Trombettisti(1)
- Stephen Bradley, trombettista, tastierista e cantante statunitense (Richmond, n. 1972)

## Vescovi cattolici(1)
- Paul Joseph Bradley, vescovo cattolico statunitense (McKeesport, n. 1945)